# Ni 004
Ni 004 – niwelator precyzyjny libellowy ze śrubą elewacyjną stworzony przez przedsiębiorstwo Carl Zeiss. Posiada libellę niwelacyjną o przewadze 10″. Pęcherzyk libelli obserwuje się w koincydencyjnym układzie odczytowym przez okular lunety lub z boku niwelatora, po wcześniejszym obróceniu elementu optycznego przy pomocy pierścienia zlokalizowanego od strony libelli. Dokładność położenia pęcherzyka wynosi 0,2″. Instrument wyposażony jest w lunetę o powiększeniu 44x. Przed obiektywem przytwierdzona jest płytka płaskorównoległa, która łączy się z bębenkiem mikrometru optycznego. Przekręcanie bębenka daje możliwość dokładnego naprowadzenia obrazu kreski podziału łaty inwarowej w klin poziomej kreski płytki ogniskowej lunety, poprzez zmianę kąta nachylenia płytki płaskorównoległej.
Dokładność instrumentu: ±0,4 mm na 1 km podwójnej niwelacji.
Do zalet niwelatora można zaliczyć możliwość pracy na podłożu drgającym z zachowaniem dokładności pomiaru. Pozwala również mierzyć wychylenia osi celowej od poziomu do 50”. Niwelator jest czuły na zmiany temperatury. Wykorzystywany jest głównie przy ustawianiu maszyn.